# Belle al bar
Belle al bar è un film del 1994 diretto da Alessandro Benvenuti.

## Trama
Leo, negli anni Settanta è un deejay intellettuale e conduce un programma radiofonico non particolarmente scoppiettante.
Durante una delle sue serate poetico-musicali riceve, mentre è in diretta, la visita di Simona, una frizzante ragazza spagnola che come penitenza doveva irrompere nel bel mezzo del programma e riportare al conduttore la sua opinione negativa.
Tra i due scoppia un inatteso amore. Li ritroviamo al presente: lui è un ansioso e ipocondriaco restauratore in piena crisi matrimoniale e lei irrequieta, insoddisfatta e infelice; sulla coppia grava un aborto in gravidanza avanzata. L'occasione di una pausa di riflessione si presenta con un'offerta di lavoro per il depresso Leo: il recupero di un dipinto cinquecentesco (si nomina Orazio Gentileschi) ritrovato sotto una crosta di pessima fattura presso un noto antiquario di Piacenza, amico di Leo.
L'antiquario, Guido, è oltre uno stimato professionista del settore anche un libertino, separato, alla continua ricerca di trasgressione e nuovi stimoli sessuali. La personalità pacata e introversa di Leo cozzerà immediatamente con l'esuberanza di Guido, dando origine a divertenti siparietti e scambi di battute. Durante il suo soggiorno a Piacenza, Leo, che ha un tragicomico incidente in una toilette automatica causato dalla sua claustrofobia, incontrerà quella che gli appare come una bellissima e appariscente donna, che lo soccorre, portandolo nel suo appartamento.
Il frastornato Leo non tarderà a scoprire che Giulia, l'affascinante ragazza che l'ha soccorso, è in realtà non solo un transessuale, ma anche un suo cugino che non vedeva dall'adolescenza e che era da sempre innamorato di lui. Il timido e moralista restauratore si trova proiettato così in un mondo ambiguo e trasgressivo, ma permeato dalla bontà d'animo di Giulio/Giulia che lentamente fa crollare i suoi numerosi pregiudizi.
Attraverso una serie di divertenti e imbarazzanti episodi, tra i due personaggi agli antipodi si instaura un rapporto delicato e saldo. Leo e Giulia iniziano a convivere, trovando l'un con l'altra un po' di quella felicità della quale entrambi erano alla ricerca. In questo panorama ruotano due individui divertenti e dalle variopinte personalità, Gianni e Antonello.
Il primo, guardia giurata calabrese innamorato di Giulia e per la quale è pronto a fare tutto e che cova diffidenza e invidia verso il nuovo arrivato. E poi il secondo, un giovane trans che, bloccato dalla rigida educazione dei genitori, porta all'estremo il suo desiderio di diventare donna e che trova in Giulia una sorta di guida in questo difficile cammino.
La vicenda si conclude con l'arrivo a Piacenza di Simona, che non riceveva da Leo nessuna notizia da tempo, dopo un doloroso scontro telefonico tra i due. Ella viene a conoscenza in modo rocambolesco degli ultimi avvenimenti vissuti dal marito, ma decide di perdonarlo e ricominciare la loro vita insieme. La visione di sua moglie rovescia sul rinnovato Leo l'infelice realtà fino a quel momento vissuta e lo convince a lasciarsi andare ad un liberatorio bacio con Giulia.

## Riconoscimenti
- 1995 - David di Donatello
  - Candidatura come Miglior sceneggiatura ad Alessandro Benvenuti, Ugo Chiti, Nicola Zavagli
- 1995 - Nastro d'argento
  - Miglior soggetto ad Alessandro Benvenuti, Ugo Chiti, Nicola Zavagli
  - Candidatura come Miglior attrice protagonista a Eva Robin's
  - Candidatura come Miglior attore non protagonista ad Andrea Brambilla